# Wolfgang Kaus
Wolfgang Kaus (* 23. Juli 1935 in Hofheim am Taunus; † 18. Juli 2018 in Frankfurt am Main) war ein deutscher Schauspieler und Regisseur, der von 1976 bis Ende 2007 als Künstlerischer Leiter des Volkstheaters Frankfurt tätig war.

## Leben
Nach dem Abschluss der Kreismittelschule Hofheim mit der Mittleren Reife absolvierte er von 1952 bis 1954 eine Lehre als Industriekaufmann bei der Deutschen Philips GmbH. Als Industriekaufmann arbeitete er anschließend bis 1960 bei Philips in der Schallplattenabteilung. In dieser Zeit war er Mitglied der Studentenbühne an der Johann Wolfgang Goethe-Universität in Frankfurt und besuchte von 1958 bis 1960 die Schauspielschule Hertha Genzmer in Wiesbaden. Ab 1961 hatte er dann Engagements an den Städtischen Bühnen in Frankfurt, am Schwäbischen Landesschauspiel in Memmingen und am Schlosstheater Celle. Auch am Schauspielhaus, am Thalia-Theater, am Fritz Rémond Theater in Frankfurt am Main und am Contra-Kreis-Theater in Bonn wirkte er als Schauspieler. Nachdem Liesel Christ ein „literarisches Volkstheater“ 1971 gegründet hatte, arbeitete er dort mit ihr und wurde 1976 langjähriger Künstlerischer Leiter.
Er übersetzte und bearbeitete Stücke von Shakespeare, Molière und Goldoni für den Frankfurter Dialekt und veranstaltete Rezitationen mit Texten von Goethe und Friedrich Stoltze. Weitere Inszenierungen für das Volkstheater waren Stücke von Carl Malß, im Goethejahr 1999 den Götz von Berlichingen und den Urfaust in Mundart. Unter seiner Regie spielten Heinz W. Krähkamp, Ralf Bauer, Margit Sponheimer, Dieter Henkel und Hans Zürn. Ein großer Erfolg war 2005 die Inszenierung von Anatevka mit Tony Marshall als Milchmann Tevje. Seine letzte Produktion war eine von ihm erstellte hessische Version von Dinner for One mit Margit Sponheimer und Walter Flamme in Zusammenarbeit mit dem Hessischen Rundfunk, die die erfolgreichste TV-Produktion des Hessischen Fernsehens im Jahre 2007 wurde. Seit 2008 war er freier Regisseur, Bearbeiter, Schauspieler und Autor.
Im Sommer 2005 inszenierte er vor dem Frankfurter Kaiserdom den Jedermann von Hugo von Hofmannsthal. In der Rolle des Jedermann spielte Ralf Bauer, mit dem Wolfgang Kaus schon in den vergangenen Jahren den Urfaust, den Romeo u. a. inszeniert hatte. Gastspielreisen nach Israel folgten. Der Jedermann wurde ein überraschender überregionaler Erfolg, in dem Helmut Markwort, der Herausgeber des Magazins Focus, den Tod spielte.
2012 inszenierte Kaus mit Ralf Bauer und Ann-Cathrin Sudhoff für die Komödie im Bayerischen Hof in München und für die Münchner Tournee „Gut gegen Nordwind“ von Daniel Glattauer, das mit großem Erfolg durch Deutschland tourte und im Herbst 2013 an die Komödie zurückkam. Im Jahre 2014 inszenierte Kaus die Fortsetzung des E-Mail-Stückes von Glattauer Alle sieben Wellen (auch mit Ralf Bauer und Ann-Cathrin Sudhoff), das ebenfalls sehr erfolgreich auf Tournee war und im Herbst 2014 an der Münchner Komödie im Bayerischen Hof wieder gespielt wurde und danach an den Kammerspielen in Karlsruhe. Die Münchner Tournee schickte beide Stücke 2015 erneut auf Tournee.
Das Theater war mit Gut gegen Nordwind im Mai 2014 zu den Bayerischen Theatertagen eingeladen.
2010 erschien im Societätsverlag Frankfurt der erste Band seines Lebensberichts unter dem Titel Mensche gibt's all sin se anners. 2012 erschien ebenfalls im Societätsverlag das Buch Ein Liebesgruß an Frankfurt mit Gedichten von Frankfurtern über ihre Stadt und 2015 erschien der zweite Band seines Lebensberichts Und es lohnt sich doch.
Kaus starb im Juli 2018, wenige Tage vor seinem 83. Geburtstag.

## Veröffentlichungen (Auswahl)
- Mensche gibt's all sin se anners. Ein Lebensbericht. Societätsverlag, Frankfurt am Main 2010.
- Ein Liebesgruß an Frankfurt: Gedichte von Frankfurtern für Hiesige, Eingeplackte und sonstige Leut. Societätsverlag, Frankfurt am Main 2012.
- Und es lohnt sich doch... Books on Demand, Frankfurt am Main 2015.

## Preise und Auszeichnungen
- Friedrich-Stoltze-Preis im Jahr 2000 für Verdienste um das kulturelle Erbe Frankfurts
- Frankfurter Latern im Jahr 2001 zusammen mit Hans Zürn
- Ehrenplakette der Stadt Frankfurt im Jahr 2004
- Ehrenring der Stadt Hofheim am Taunus in Silber im Jahr 2015

## Regiearbeiten für das Fernsehen (Auswahl)
Neben der Tätigkeit als Regisseur und Schauspieler am Theater war er auch im Fernsehen mit Regie und Schauspielerei beschäftigt.
- 1999: Das kleine Amtsgericht
- 1999: Die Landpartie nach Königstein
- 1996: Der eingebildete Kranke
- 1995: Die fünf Frankfurter
- 1987: Rendezvous im Palmengarten
- 1979: Die Jubilarin
- 1979: Schweig, Bub
- 1977: Alt-Frankfurt